# Marieholm, Mariestad

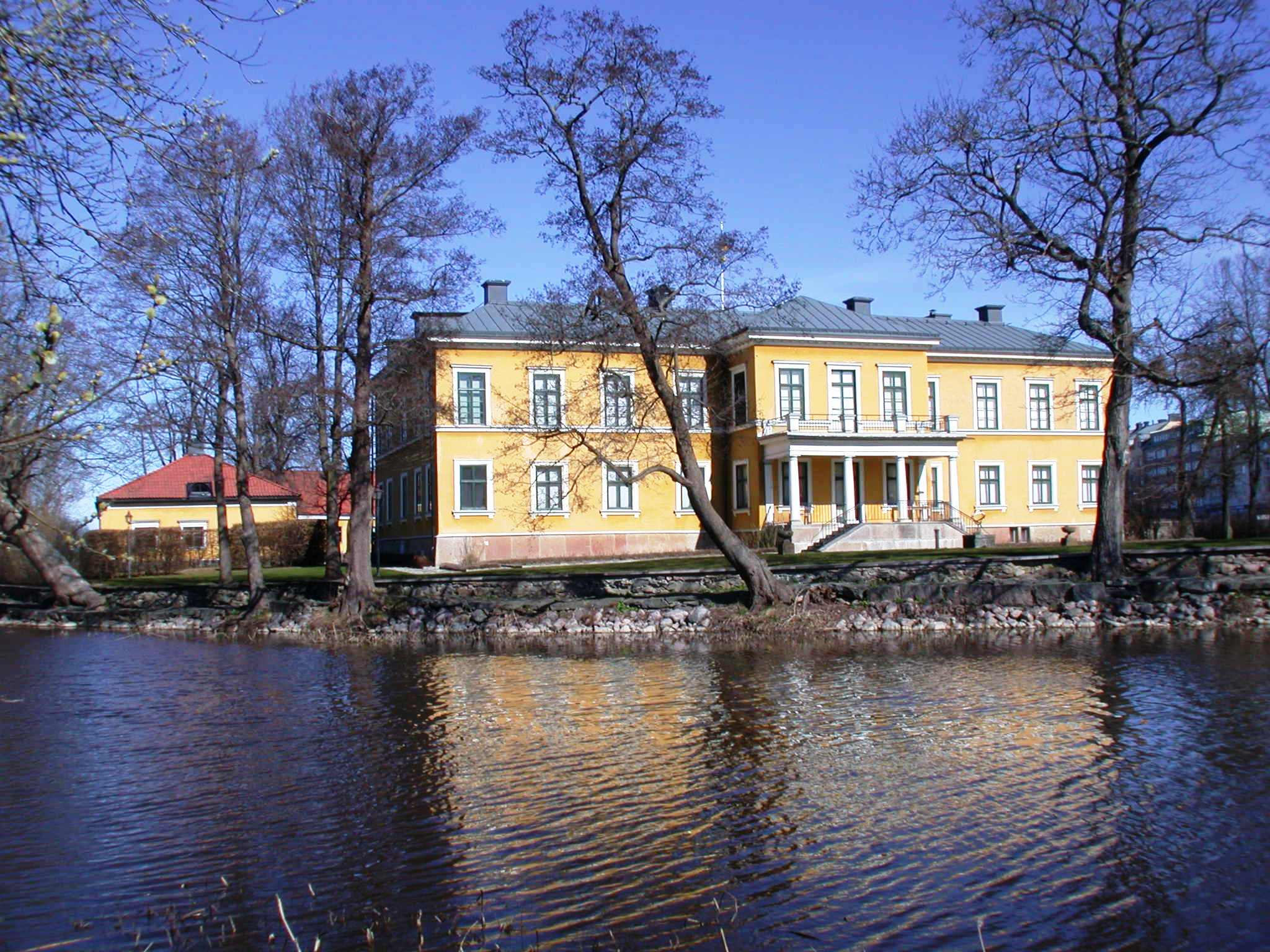
Marieholms baksida

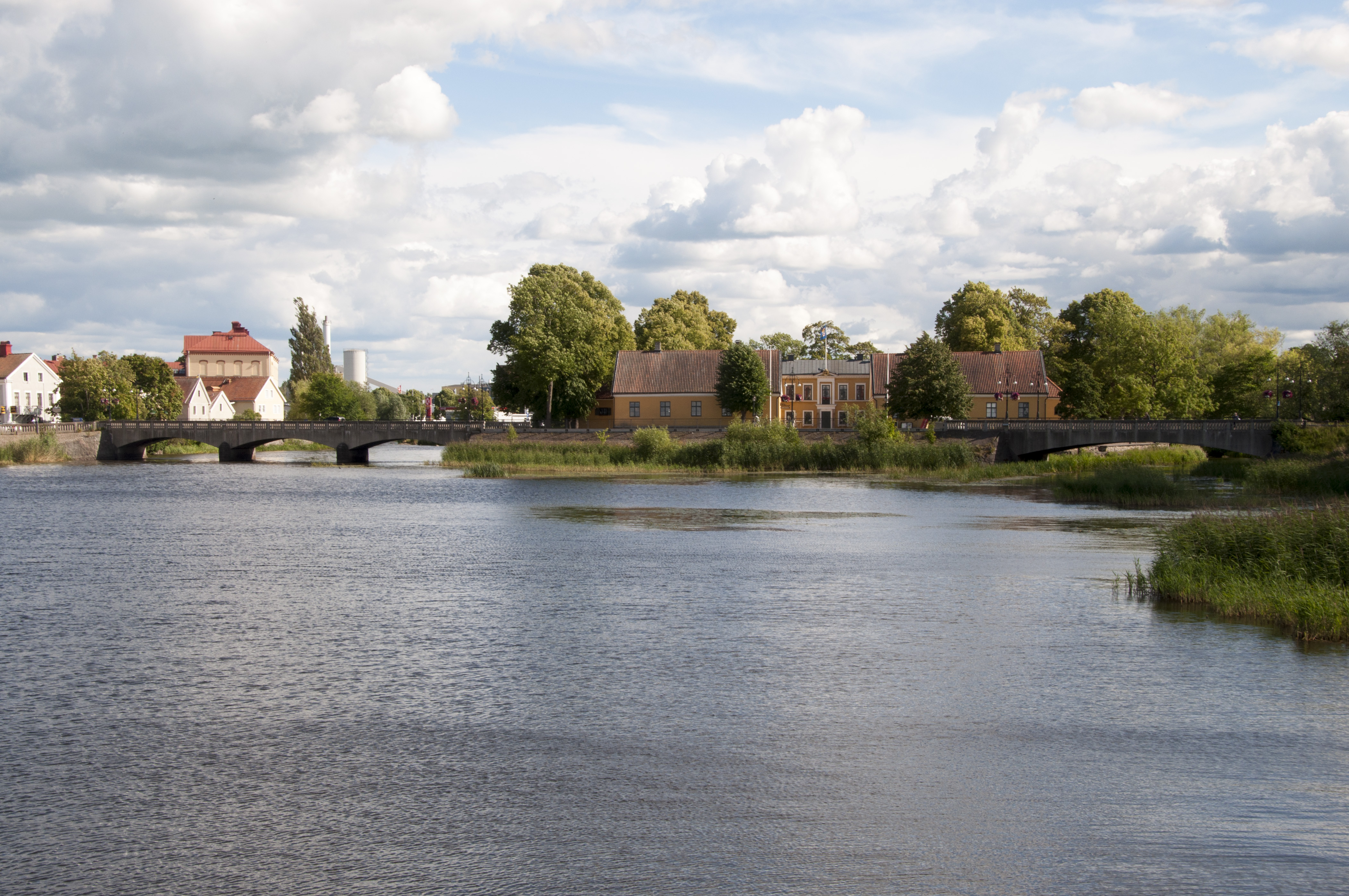
Ön i Tidan

Marieholm är en gård i Mariestad belägen på en holme i ån Tidan. Gården har varit både kungsgård och länsresidens i Skaraborgs län. Marieholm har gett namn till stadsdelen med samma namn. Numera inrymmer gården bland annat Vadsbo Museum. Gården är statligt byggnadsminne sedan 25 januari 1935.

## Historia
Kungsgården var ursprungligen benämnd Tunaholm, som ägdes av adelssläkten Tre Rosor. Här hade de en herremansgård fram till 1558 då Gustav Vasa förvärvade gården. Den kom senare i sonen, hertig Karls, besittning 1571. Invid den grundade han 1583 staden Mariestad, namngiven efter hustrun Maria av Pfalz, och gården fick byta namn till Marieholm. På holmens norra del lät hertigen uppföra en stor mangårdsbyggnad i timmer på stengrund, den så kallade "Stora konungsbyggningen". Efter Karl IX:s död 1611 lämnades gården att förfalla.
Efter att landshövdingarna i det 1634 bildade Skaraborgs län tidigare haft säte på Höjentorp och Götala kungsgård utanför Skara, så anvisades 1660 den nye landshövdingen Thord Ulfsson Bonde istället Marieholms kungsgård som boställe. Mariestad blev därmed residensstad. Genom tillbyggnader och reparationer försökte flera landshövdingar förbättra den nedgångna gården.
Huvudbyggnaden uppfördes 1733 i karolinsk stil efter ritningar av Johan Eberhard Carlberg. Köksflygeln byggdes 1742 och ombyggdes 1972. Boningsflygeln (kavaljersflygeln), bod- och stallflyglarna uppfördes 1756. Kansliflyglarna byggdes 1811–13 vid infarten till gården och rymde landskansli och ränteri. Den östra byggnaden ligger på grunden för "Stora Kongsbyggningen" byggd 1582. Den påbyggdes 1853 på med en ny våning under ledning av Johan Fredrik Åbom. I bottenvåningen finns en rad målade trätak bevarade från 1700-talet.
Till gården hörde förr förutom residenset området vid Trädgårdens skola, länsstyrelsens lokaler samt parken Alhagen, cellfängelset och kronoparken.